# Дельфийская лига
Дельфийская лига (англ. Delphian League) — прекратившая существование любительская футбольная лига клубов Лондона и Юго-Восточной Англии.
Была образована в 1951 году как неофициальный четвёртый эшелон любительского футбола Лондона, после Истмийской, Афинской и Коринфской лиги. Учредителями лиги стали 14 клубов: перешедшие из высшего дивизиона Спартанской лиги: «Беркамстед Таун», «Брентвуд энд Уорли», «Слау Сентр», «Уилсден», «Эйлсбери Юнайтед» и «Юсли»; из первого дивизиона: «Бишопс-Стортфорд», «Стивенидж Таун» и «Уэмбли»; из Лондонской лиги: «Вудфорд Таун», «Рейнем Таун» и «Чезант»; из лиги Метрополитен: «Дагенем» и «Летерхед». «Юсли» и «Дагенем» были действующими чемпионами своих лиг, а «Вудфорд Таун», «Чезант» и «Эйлсбери Юнайтед» занимали призовые места в сезоне-1950/51. Первыми победителями новой лиги стали футболисты «Брентвуда энд Уорли».
Ведущий клуб лиги — «Дагенем», который ни разу не опускался ниже второго места, после третьей победы в чемпионате 1956/57 годов, перешёл в Коринфскую лигу. К концу 1950-х годов ещё три клуба перешли в Коринфскую, а «Хорнчерч энд Апминстер» — напрямую в Афинскую лигу. Несмотря на уход сильных клубов, лиге удавалось поддерживать достаточно высокий уровень футбола. Количество команд-участниц варьировалось на уровне от 14 до 16, кроме сезона-1959/60, в котором выступило 13 команд.
Соревнования проходили по обычной системе с разъездами в два круга, за исключением последнего сезона 1962/63 годов. Из-за аномально холодной зимы пришлось перенести и отменить так много матчей, что в итоге руководством лиги было принято решение прервать гладкий чемпионат и провести два зональных турнира в один круг. Чемпион западной зоны «Эдмонтон» в финале одержал победу над выигравшим турнир восточной зоны «Хертфорд Тауном» и стал последним чемпионом Дельфийской лиги. По окончании сезона Коринфская и Дельфийская лиги были упразднены, а клубы вступили в Афинскую лигу, в которой были вновь образованы первый и второй дивизионы, соответственно. Исключением стал «Стивенидж», который перешёл в профессиональную Южную лигу.

## Победители лиги
Список чемпионов приводится по источнику: 
| Сезон   | Чемпион              |
| ------- | -------------------- |
| 1951/52 | «Брентвуд энд Уорли» |
| 1952/53 | «Дагенем»            |
| 1953/54 | «Эйлсбери Юнайтед»   |
| 1954/55 | «Бишопс-Стортфорд»   |
| 1955/56 | «Дагенем»            |
| 1956/57 | «Дагенем»            |
| 1957/58 | «Летчуэрт»           |
| 1958/59 | «Брентвуд энд Уорли» |
| 1959/60 | «Брентвуд энд Уорли» |
| 1960/61 | «Хертфорд Таун»      |
| 1961/62 | «Хертфорд Таун»      |
| 1962/63 | «Эдмонтон»           |